# Les Coux
Pour les articles homonymes, voir Coux.
Les Coux sont un sommet montagneux situé dans le Massif central. Il s'élève à 1 531 mètres d'altitude au sein des monts du Vivarais. Il se trouve dans la commune de Sagnes-et-Goudoulet, dans le département de l'Ardèche.

## Toponymie
Le sommet est aussi appelé suc de Leckous, du celtique Lech’ous qui a été francisé en les Coux.

## Géographie

### Situation
En suivant la route de Bourlatier, un parking permet de se garer en amont du sommet.
À son point culminant et par temps dégagé, le panorama s'étend du mont Blanc au mont Ventoux et une grande partie du Massif central.

### Géologie
Il s'agit d'un volcan péléen en forme de croissant de lune. Sur son versant oriental se trouve la « table du diable », une dalle élevée sur deux points d’appui qui surmonte un autre monolithe enterré. Ses dimensions sont de 5 mètres de long, 60 centimètres d’épaisseur pour un poids estimé de 8 tonnes. 

### Végétation
Rocailleuse, la montagne est entourée d'une hêtraie et couverte de bruyères et myrtilliers.

## Activités
Le site permet la pratique de l'escalade avec 23 voies allant d'une difficulté de 4a à 7a. La hauteur maximale des voies est de 25 mètres.